# Ecuación de Rayleigh-Plesset

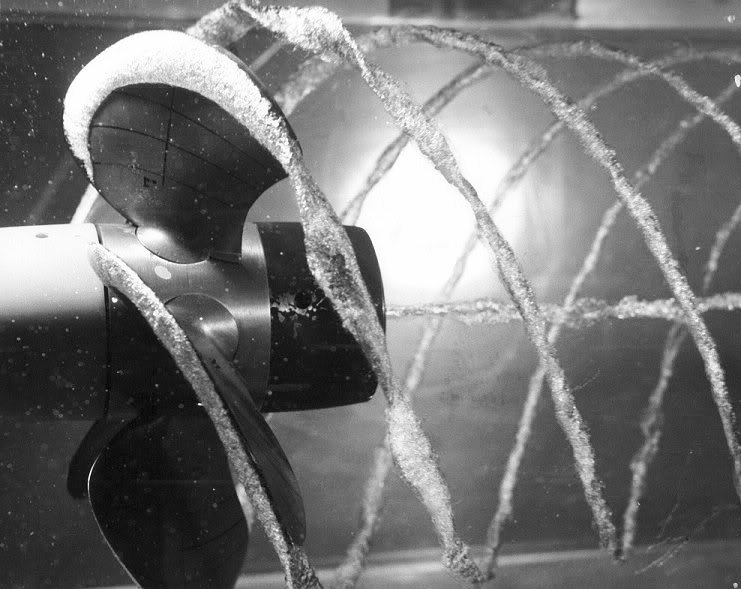
La ecuación de Rayleigh–Plesset se suele aplicar al estudio de burbujas durante procesos de cavitación. En la imagen se representa la formación de estas burbujas tras una hélice.

En mecánica de fluidos, la ecuación de Rayleigh–Plesset es una ecuación diferencial ordinaria que gobierna la mecánica de una burbuja de gas inmersa en un líquido infinito. Se suele escribir en su forma general como:
| Símbolo                        | Nombre |
| ------------------------------ | --- |
| {\displaystyle P_{B}(t)}       | Presión en el interior de la burbuja, asumiéndose que esta es lo bastante pequeña como para que sea uniforme |
| {\displaystyle P_{\infty }(t)} | Presión externa en el fluido a una distancia infinita                                                        |
| {\displaystyle \rho _{L}}      | Densidad del líquido que rodea a la burbuja, asumiéndose constante                                           |
| {\displaystyle R(t)}           | Radio de la burbuja                                                                                          |
| {\displaystyle \nu _{L}}       | Viscosidad cinemática del fluido que rodea a la burbuja, considerándose constante                            |
| {\displaystyle S}              | Tensión superficial de la burbuja                                                                            |

Siendo {\displaystyle P_{B}(t)} y {\displaystyle P_{\infty }(t)} conocidas, la ecuación de Rayleigh–Plesset puede ser usada para obtener el radio de la burbuja en función del tiempo{\displaystyle R(t)}.

## Historia
La ecuación de Rayleigh–Plesset se deriva de las ecuaciones de Navier-Stokes asumiendo simetría esférica. Fue obtenida por primera vez por John Strutt, tercer barón Rayleigh en 1917, sin efectos de viscosidad ni tensión superficial. Fue usada por primera vez al estudio de burbujas viajeras en fenómenos de cavitación por Milton S. Plesset en 1949.

## Derivación
La ecuación de Rayleigh–Plesset se puede obtener de las ecuaciones de Navier-Stokes con el radio de la burbuja como un parámetro dinámico. Considerando simetría esférica en una burbuja de radio {\displaystyle R(t)} variable en el tiempo, se puede asumir que contiene vapor homogéneamente distribuido con una temperatura uniforme. En el exterior de la burbuja existe un dominio líquido de tamaño infinito con densidad constante {\displaystyle \rho _{L}} y viscosidad dinámica {\displaystyle \mu _{L}}, siendo la temperatura y presión lo bastante alejados de la burbuja como para que esta no afecte al líquido {\displaystyle T_{\infty }} y {\displaystyle P_{\infty }(t)}. La temperatura {\displaystyle T_{\infty }} se asume constante. Sin embargo, en las proximidades de la burbuja el fluido se ve afectado por esta, por lo que se puede definir parámetros en función de la distancia radial al centro de la burbuja. Son {\displaystyle P(r,t)}, {\displaystyle T(r,t)} y la velocidad {\displaystyle u(r,t)}. Es importante recordar que estos parámetros solo están definidos en el exterior de la burbuja, {\displaystyle r\geq R(t)}.

### Conservación de la masa
Aplicando la conservación de la masa, se obtiene una ley de la inversa del cuadrado para la velocidad {\displaystyle u(r,t),} que debe ser inversamente proporcional a la distancia del centro de la burbuja. Así, se deduce que {\displaystyle F(t)} debe ser variable en el tiempo
{\displaystyle u(r,t)={\frac {F(t)}{r^{2}}}}
Si la transferencia de masa a través de la superficie de la burbuja es nula, la velocidad en la interfase debe ser
{\displaystyle u(R,t)={\frac {dR}{dt}}={\frac {F(t)}{R^{2}}}}
lo que da:
{\displaystyle F(t)=R^{2}dR/dt}
Si hay transporte de masa, el incremento de masa encerrada en la burbuja es:
{\displaystyle {\frac {dm_{V}}{dt}}=\rho _{V}{\frac {dV}{dt}}=\rho _{V}{\frac {d(4\pi R^{3}/3)}{dt}}=4\pi \rho _{V}R^{2}{\frac {dR}{dt}}}
con {\displaystyle V} representando el volumen de la burbuja. Si {\displaystyle u_{L}} es la velocidad relativa del líquido con la burbuja en {\displaystyle r=R}, la masa entrante a esta viene dada por:
{\displaystyle {\frac {dm_{L}}{dt}}=\rho _{L}Au_{L}=\rho _{L}(4\pi R^{2})u_{L}}
con {\displaystyle A} siendo la superficie de la burbuja. Aplicando la conservación de la masa, {\displaystyle dm_{v}/dt=dm_{L}/dt}, se obtiene {\displaystyle u_{L}=(\rho _{V}/\rho _{L})dR/dt}. Luego:
{\displaystyle u(R,t)={\frac {dR}{dt}}-u_{L}={\frac {dR}{dt}}-{\frac {\rho _{V}}{\rho _{L}}}{\frac {dR}{dt}}=\left(1-{\frac {\rho _{V}}{\rho _{L}}}\right){\frac {dR}{dt}}}
Así:
{\displaystyle F(t)=\left(1-{\frac {\rho _{V}}{\rho _{L}}}\right)R^{2}{\frac {dR}{dt}}}
En muchos casos la densidad del líquido en mucho mayor que la del vapor, {\displaystyle \rho _{L}\gg \rho _{V}}, por lo que {\displaystyle F(t)} puede ser aproximado por el primer resultado para transferencia de masa nula {\displaystyle F(t)=R^{2}dR/dt}, por lo que
{\displaystyle u(r,t)={\frac {F(t)}{r^{2}}}={\frac {R^{2}}{r^{2}}}{\frac {dR}{dt}}}

### Conservación del Momentum
Si se asume un fluido newtoniano, las ecuaciones de Navier-Stokes en coordenadas esféricas para el movimiento en dirección radial son:
{\displaystyle \rho _{L}\left({\frac {\partial u}{\partial t}}+u{\frac {\partial u}{\partial r}}\right)=-{\frac {\partial P}{\partial r}}+\mu _{L}\left[{\frac {1}{r^{2}}}{\frac {\partial }{\partial r}}\left(r^{2}{\frac {\partial u}{\partial r}}\right)-{\frac {2u}{r^{2}}}\right]}
Sustituyendo por la viscosidad cinemática {\displaystyle \nu _{L}=\mu _{L}/\rho _{L}} y reordenando los términos se obtiene:
{\displaystyle -{\frac {1}{\rho _{L}}}{\frac {\partial P}{\partial r}}={\frac {\partial u}{\partial t}}+u{\frac {\partial u}{\partial r}}-\nu _{L}\left[{\frac {1}{r^{2}}}{\frac {\partial }{\partial r}}\left(r^{2}{\frac {\partial u}{\partial r}}\right)-{\frac {2u}{r^{2}}}\right]}
Donde al sustituir {\displaystyle u(r,t)} por el resultado obtenido del apartado anterior:
{\displaystyle -{\frac {1}{\rho _{L}}}{\frac {\partial P}{\partial r}}={\frac {2R}{r^{2}}}\left({\frac {dR}{dt}}\right)^{2}+{\frac {R^{2}}{r^{2}}}{\frac {d^{2}R}{dt^{2}}}-{\frac {2R^{4}}{r^{5}}}\left({\frac {dR}{dt}}\right)^{2}={\frac {1}{r^{2}}}\left(2R\left({\frac {dR}{dt}}\right)^{2}+R^{2}{\frac {d^{2}R}{dt^{2}}}\right)-{\frac {2R^{4}}{r^{5}}}\left({\frac {dR}{dt}}\right)^{2}}
Se debe notar que los términos viscosos se cancelan durante la sustitución:. Separando variables e integrando desde la frontera de la burbuja {\displaystyle r=R} hasta {\displaystyle r\rightarrow \infty } resulta:
{\displaystyle -{\frac {1}{\rho _{L}}}\int _{P(R)}^{P_{\infty }}dP=\int _{R}^{\infty }\left[{\frac {1}{r^{2}}}\left(2R\left({\frac {dR}{dt}}\right)^{2}+R^{2}{\frac {d^{2}R}{dt^{2}}}\right)-{\frac {2R^{4}}{r^{5}}}\left({\frac {dR}{dt}}\right)^{2}\right]dr}
{\displaystyle {{\frac {P(R)-P_{\infty }}{\rho _{L}}}=\left[-{\frac {1}{r}}\left(2R\left({\frac {dR}{dt}}\right)^{2}+R^{2}{\frac {d^{2}R}{dt^{2}}}\right)+{\frac {R^{4}}{2r^{4}}}\left({\frac {dR}{dt}}\right)^{2}\right]_{R}^{\infty }=R{\frac {d^{2}R}{dt^{2}}}+{\frac {3}{2}}\left({\frac {dR}{dt}}\right)^{2}}}

### Condiciones de frontera
Designando como {\displaystyle \sigma _{rr}} a la tensión normal en el líquido dirigida desde el centro hacia el exterior de la burbuja, tenemos para un fluido con densidad y viscosidad constantes:
{\displaystyle \sigma _{rr}=-P+2\mu _{L}{\frac {\partial u}{\partial r}}}
Luego en una fracción infinitesimal de la superficie de la burbuja hay una fuerza resultante neta de:
{\displaystyle {\begin{aligned}\sigma _{rr}(R)+P_{B}-{\frac {2S}{R}}&=-P(R)+\left.2\mu _{L}{\frac {\partial u}{\partial r}}\right|_{r=R}+P_{B}-{\frac {2S}{R}}\\&=-P(R)+2\mu _{L}{\frac {\partial }{\partial r}}\left({\frac {R^{2}}{r^{2}}}{\frac {dR}{dt}}\right)_{r=R}+P_{B}-{\frac {2S}{R}}\\&=-P(R)-{\frac {4\mu _{L}}{R}}{\frac {dR}{dt}}+P_{B}-{\frac {2S}{R}}\\\end{aligned}}}
donde {\displaystyle S} es la tensión superficial. Si no hay transferencia de masa en la frontera, la fuerza por unidad de área debe ser cero, luego:
{\displaystyle P(R)=P_{B}-{\frac {4\mu _{L}}{R}}{\frac {dR}{dt}}-{\frac {2S}{R}}}
y así resulta:
{\displaystyle {\frac {P(R)-P_{\infty }}{\rho _{L}}}={\frac {P_{B}-P_{\infty }}{\rho _{L}}}-{\frac {4\mu _{L}}{\rho _{L}R}}{\frac {dR}{dt}}-{\frac {2S}{\rho _{L}R}}=R{\frac {d^{2}R}{dt^{2}}}+{\frac {3}{2}}\left({\frac {dR}{dt}}\right)^{2}}
donde si se reordenan los términos y se define {\displaystyle \nu _{L}=\mu _{L}/\rho _{L}} se obtiene la ecuación de Rayleigh–Plesset
{\displaystyle {\frac {P_{B}(t)-P_{\infty }(t)}{\rho _{L}}}=R{\frac {d^{2}R}{dt^{2}}}+{\frac {3}{2}}\left({\frac {dR}{dt}}\right)^{2}+{\frac {4\nu _{L}}{R}}{\frac {dR}{dt}}+{\frac {2S}{\rho _{L}R}}}
Usando la notación de Newton de indicar con un punto una derivada temporal, se puede representar más sucintamente como:
{\displaystyle {\frac {P_{B}(t)-P_{\infty }(t)}{\rho _{L}}}=R{\ddot {R}}+{\frac {3}{2}}({\dot {R}})^{2}+{\frac {4\nu _{L}{\dot {R}}}{R}}+{\frac {2S}{\rho _{L}R}}}

## Soluciones

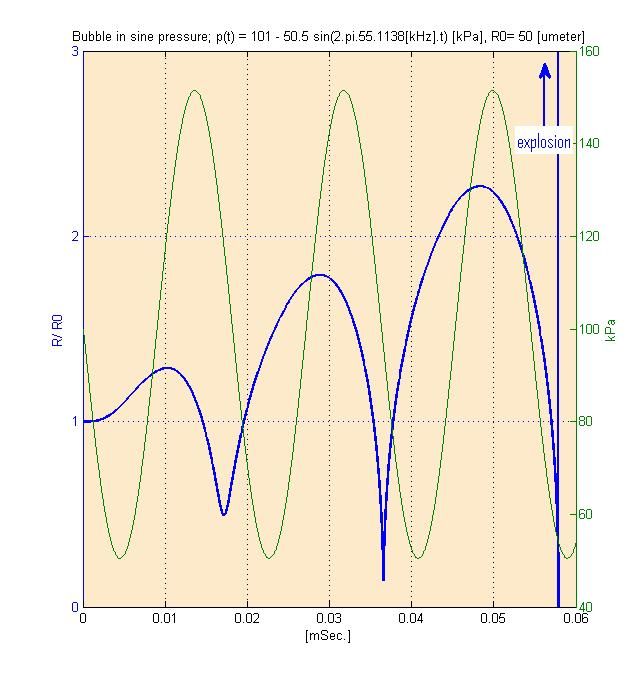
Integración numérica de la ecuación de Rayleigh-Plesset completa. Se considera reposo en condiciones atmosféricas con R0=50 um, y la burbuja se somete a presión oscilatoria a su frecuencia natural hasta que se produce su colapso.

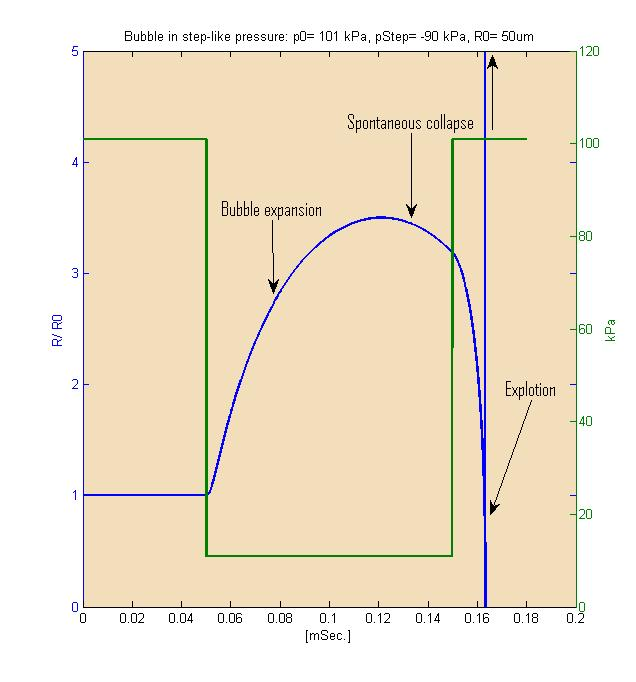
Integración numérica de la ecuación de Rayleigh-Plesset completa. Se considera reposo en condiciones atmosféricas con R0=50 um, y la burbuja se somete a subpresión hasta que se produce su colapso.

No se conocen soluciones cerradas para la ecuación de Rayleigh–Plesset. Sin embargo, se pueden obtener fácilmente soluciones numéricas con la precisión que se desee. Mención expresa merece el caso de tensión superficial y viscosidad negligibles, para el que hay aproximaciones analíticas de orden elevado.
Para el caso estático, en cambio, la ecuación se simplifica a la conocida como ecuación de Laplace-Young:
{\displaystyle P_{B}-P_{\infty }={\frac {2S}{R}}}
Cuando sólo hay variaciones infinitesimales en el radio y presión, la ecuación da comoresultado la frecuencia natural de la burbuja, un valor de interés en los flujos con cavitación.